# 서울 보각사 목조여래좌상
보각사 목조여래좌상(寶覺寺 木造如來坐像)은 서울특별시 종로구 보각사에 있는 조선시대의 불상이다. 2012년 11월 1일 서울특별시의 유형문화재 제341호로 지정되었다.

## 개요
보각사 목조여래좌상은 조선후기에 제작된 중소형 불상으로, 내부에 봉안된 조성 발원문 등의 복장물이 남아있지 않지만 전체적으로 조선후기 전형적인 불상 양식을 따르고 있다.
얼굴과 신체의 비례는 1:3.1으로, 이러한 신체 비례는 17세기 후반부터 18세기 전반에 제작된 불상과 거의 동일하지만, 17세기 전․중반에 제작된 불상보다 신체에서 얼굴이 차지하는 비중이 커졌다.
머리는 뾰족한 나발(螺髮)과 경계가 불분명한 육계(肉髻)로 표현되고, 육계 밑에 반원형의 중간계주(中間髻珠)와 정수리 부위에 낮은 원통형의 정상계주(頂上髻珠)가 있으며, 방형의 얼굴에 반쯤 뜬 눈은 눈꼬리가 약간 위로 올라갔고, 코는 콧날이 곧게 뻗었으며, 입은 살짝 미소를 머금고 있다.
따로 제작된 손은 아미타수인(阿彌陀手印)을 취하고, 바깥에 걸친 대의는 U자형을 이루고, 나머지 대의자락은 팔꿈치와 복부를 지나 왼쪽 어깨로 넘어가고, 반대쪽 대의는 왼쪽 어깨를 완전히 덮고 내려와 복부에서 오른쪽 어깨를 덮은 대의자락과 겹쳐져 있다.
특히 하반신의 대의 처리는 네 겹의 주름 가운데 가장 안쪽 주름이 넓게 펼쳐지고, 나머지 주름은 물결이 일렁이듯 접혀져 있으며, 반대쪽 무릎에 걸친 대의자락은 연판형으로 길게 늘어져 있는데, 이는 17세기 후반부터 18세기 초반 활동한 색난과 그 계보 조각승의 작품에서 볼 수 있는 요소이다.
보각사 목조여래좌상은 얼굴의 이목구비에서 풍기는 인상이나 오른쪽 어깨에 늘어진 U자 형의 옷주름, 하반신에 걸친 대의 자락 등의 표현이 1713년에 조각승 진열이 제작한 경기 고양 상운사 목조아미타삼존불(경기도 유형문화재 제190호)과 매우 유사하다. 조각승 진열은 18세기 전반에 호남 지역을 중심으로 활동한 조각승으로, 1711년에 숙종이 명한 북한산 성의 축성을 주도한 계파 성능(桂波性能)과의 인연으로 서울 근방 사찰 내에 불상을 제작한 것으로 보인다.

## 같이 보기
- 고양 상운사 목조아미타삼존불 - 경기도 유형문화재 제190호

## 참고 문헌
- 서울 보각사 목조여래좌상 - 국가유산청 국가유산포털